# ثيودوريك من فرايبرغ
ثيودوريك من فرايبرغ (بالألمانية: Dietrich von Freiberg)‏ (1250 - 1310)، والمعروف أيضًا باسم تييري دي فريبورغ أو تييري من فرايبرغ أو ديتريش من فرايبرغ عالم لاهوت وفيزيائي ألماني، تتلمذ على يدي ألبرت العظيم.

## الفيزياء
في الوقت الذي فشل فيه العلماء حتى القرن الثالث عشر في تقديم تفسير لظاهرة قوس قزح، نجح ثيودوريك في مطلع القرن الرابع عشر في تحليل تلك الظاهرة تحليلاً هندسيًا سليمًا، والتي عدها البعض التطور الأكثر دراماتيكية في علم البصريات في القرنين الرابع عشر والخامس عشر.
من أعماله التي متبها في هذا المجال «قوس قزح والانطباعات التي تنشأها أشعته» (باللاتينية: De iride et radialibus impressionibus)، معتمدًا على الهندسة والتجربة وقابلية الخطأ وغيرها من الطرق. من بين الخصائص الأخرى التي شرحها بالتفصيل :
- ألوان قوس قزح الابتدائي والثانوي.
- مواقع قوس قزح الابتدائي والثانوي.
- مسار ضوء الشمس عبر القطرة.
- تكوين قوس قزح.
- ظاهرة انعكاس اللون في قوس قزح الثانوي.

استطاع أحد معاصريه كمال الدين الفارسي التوصل إلى التفسير نفسه لظاهرة قوس قزح تجاربيًا (دون أي اتصال بينهما) في كتابه تنقيح المناظر. وكلاهما اعتمد على كتاب المناظر الذي كتبه ابن الهيثم.

## اللاهوت
كامت أعمال ثيودوريك اللاهوتية تميل بشدة للأفلاطونية المحدثة، في حين أن أعماله الفلسفية أكثر علمانية وأكثر أرسطية. اختلف ثيودوريك مع توما الأكويني بشأن قضايا ميتافيزيقية معينة. كما كان لثيودوريك تأثير ملحوظ على ميستر إيكهارت. من إسهاماته الاستثنائية في فلسفة العصور الوسطى، نظرية الروح التي تشابه فكرة أرسطو عن الروح ومفهوم أوغسطينوس مفهوم «الروح الخفية البعيدة عن العقول».

## وصلات خارجية
- Entry in the Stanford Encyclopedia of Philosophy